# Старое Село (Городищенский сельсовет)
Старое Село — деревня в Белозерском районе Вологодской области.
Входит в состав Шольского сельского поселения (с 1 января 2006 года по 9 апреля 2009 года входила в Городищенское сельское поселение), с точки зрения административно-территориального деления — в Городищенский сельсовет.
Расположена на правом берегу реки Мегры. Расстояние до районного центра Белозерска по автодороге — 101 км, до центра муниципального образования села Зубово  по прямой — 14 км. Ближайшие населённые пункты — Васютино, Иваньково, Пушкино.
По переписи 2002 года население — 20 человек (11 мужчин, 9 женщин). Преобладающая национальность — русские (95 %).